# Le Plessis-aux-Bois
Le Plessis-aux-Bois település Franciaországban, Seine-et-Marne megyében. Lakosainak száma 255 fő (2022. január 1.). Le Plessis-aux-Bois Cuisy, Iverny, Montgé-en-Goële, Le Plessis-l’Évêque, Villeroy és Vinantes községekkel határos.

## Népesség
A település népességének változása:
| Lakosok száma | 262  | 283  | 291  | 280  | 270  | 260  | 257  | 258  | 255  |
|               | 2013 | 2015 | 2016 | 2017 | 2018 | 2019 | 2020 | 2021 | 2022 |